# دفارز دور فلاندرز 2025
دفارز دور فلاندرز 2025 (بالفرنسية: À travers les Flandres 2025) هو سباق دراجات هوائية من فئة  سباق يوم واحد، وهو الموسم التاسع والسبعين من دفارز دور فلاندرز، وأقيم في 2 أبريل 2025 ضمن سباقات طواف العالم للدراجات 2025.
فاز بالمركز الأول نيلسون بوولس، وحلَّ في المركز الثاني فاوت فان آرت، بينما جاء تيسج بنوت في المركز الثالث.

## الفرق
| فرق عالمية (18)- Lidl-Trek - Alpecin-Deceuninck - Arkéa-B&B Hotels - XDS Astana Team - Bahrain-Victorious - Cofidis - Decathlon AG2R La Mondiale Team - EF Education-EasyPost - Groupama-FDJ - Ineos Grenadiers - Intermarché-Wanty - Movistar Team - Red Bull-BORA-hansgrohe - Soudal Quick-Step - Team Picnic-PostNL - Team Jayco AlUla - Team Visma \| Lease a Bike - UAE Team Emirates XRG فرق برو (7)- أونو-إكس موبيليتي ‏ - Lotto - بنجوال باوليز ساوكس دبليو بي ‏ - Israel-Premier Tech - فريق الدراجات Q36.5 ‏ - سبورت فلاندرين بالويس ‏ - سويس ريسينغ أكادمي ‏ |  |
| |  |

## المشاركون
| Team Visma \| Lease a Bike TVL              | Team Visma \| Lease a Bike TVL | Team Visma \| Lease a Bike TVL |
| ------------------------------------------- | ------------------------------ | ------------------------------ |
| م                                           | عداء                           | مرتبة                          |
| 1                                           | Matteo Jorgenson ‏              | 4                              |
| 2                                           | فاوت فان آرت                   | 2                              |
| 3                                           | تيسج بنوت                      | 3                              |
| 4                                           | بير ستراند هاجينز              | 88                             |
| 5                                           | Edoardo Affini ‏                | لم يكمل السباق                 |
| 6                                           | ديلان فان بارلي                | 23                             |
| 7                                           | توش فان دير ساندي              | 84                             |
| مدير الرياضة: Richard Plugge ‏, مارتن ينانتس |                                |                                |

| Intermarché-Wanty IWA                            | Intermarché-Wanty IWA      | Intermarché-Wanty IWA |
| ------------------------------------------------ | -------------------------- | --------------------- |
| م                                                | عداء                       | مرتبة                 |
| 11                                               | بينيام جيرماي              | 17                    |
| 12                                               | آرنه ماريت ‏                | لم يكمل السباق        |
| 13                                               | Vito Braet ‏                | 34                    |
| 14                                               | Roel van Sintmaartensdijk ‏ | 37                    |
| 15                                               | هوغو بيج ‏                  | لم يكمل السباق        |
| 16                                               | Laurenz Rex ‏               | 28                    |
| 17                                               | Taco van der Hoorn ‏        | لم يكمل السباق        |
| مدير الرياضة: Frederik Veuchelen ‏, ديميتري كلايس |                            |                       |

| Lidl-Trek LTK                         | Lidl-Trek LTK | Lidl-Trek LTK  |
| ------------------------------------- | ------------- | -------------- |
| م                                     | عداء          | مرتبة          |
| 21                                    | مادس بيدرسن   | 5              |
| 22                                    | جوناثان ميلان | لم يكمل السباق |
| 23                                    | جاسبر ستوفين  | 18             |
| 24                                    | إدوارد ثيونس  | 62             |
| 25                                    | توم سكوجين    | لم يكمل السباق |
| 26                                    | اليكس كيرش    | لم يبدأ        |
| 27                                    | Tim Declercq ‏ | 81             |
| مدير الرياضة: مايكل شير, غريغوري راست |               |                |

| Lotto LOT                               | Lotto LOT                  | Lotto LOT      |
| --------------------------------------- | -------------------------- | -------------- |
| م                                       | عداء                       | مرتبة          |
| 31                                      | Alec Segaert ‏              | 10             |
| 32                                      | Jenno Berckmoes ‏           | لم يكمل السباق |
| 33                                      | سيباستيان غرينيار ‏         | 77             |
| 34                                      | Joshua Giddings (cyclist) ‏ | 83             |
| 35                                      | Steffen De Schuyteneer ‏    | 52             |
| 36                                      | Arjen Livyns ‏              | 8              |
| 37                                      | برنت فان موير              | 82             |
| مدير الرياضة: نيكولاس مايس, كورت فان دي |                            |                |

| Groupama-FDJ GFC                             | Groupama-FDJ GFC  | Groupama-FDJ GFC |
| -------------------------------------------- | ----------------- | ---------------- |
| م                                            | عداء              | مرتبة            |
| 41                                           | ستيفان كونغ       | 9                |
| 42                                           | Lewis Askey ‏      | لم يكمل السباق   |
| 43                                           | Eddy Le Huitouze ‏ | لم يكمل السباق   |
| 44                                           | جون جاكوبس        | لم يكمل السباق   |
| 45                                           | أوليفييه لو جاك   | لم يكمل السباق   |
| 46                                           | فالنتين مادواس    | 90               |
| 47                                           | كليمنت روسو       | 50               |
| مدير الرياضة: مارك ماديوت, Frédéric Guesdon ‏ |                   |                  |

| UAE Team Emirates XRG UAD   | UAE Team Emirates XRG UAD | UAE Team Emirates XRG UAD |
| --------------------------- | ------------------------- | ------------------------- |
| م                           | عداء                      | مرتبة                     |
| 51                          | تيم فيلانز                | لم يكمل السباق            |
| 52                          | فيليبو بارونسيني          | 71                        |
| 53                          | خوان سباستيان مولانو      | لم يكمل السباق            |
| 54                          | جوناتان نارفيز (طريق)     | 66                        |
| 55                          | Nils Politt ‏              | لم يكمل السباق            |
| 56                          | روي أوليفيرا              | لم يبدأ                   |
| 57                          | ميكيل بيرج                | 21                        |
| مدير الرياضة: ماركو ماركاتو |                           |                           |

| Alpecin-Deceuninck ADC                             | Alpecin-Deceuninck ADC           | Alpecin-Deceuninck ADC |
| -------------------------------------------------- | -------------------------------- | ---------------------- |
| م                                                  | عداء                             | مرتبة                  |
| 61                                                 | جاسبر فيليبسين                   | لم يكمل السباق         |
| 62                                                 | Tibor Del Grosso ‏                | 6                      |
| 63                                                 | Fabio Van den Bossche ‏           | 39                     |
| 64                                                 | توبياس باير                      | لم يكمل السباق         |
| 65                                                 | إدوارد بلانكايرتإدوارد بلانكايرت | 56                     |
| 66                                                 | شاندرو ميوريس                    | لم يكمل السباق         |
| 67                                                 | Jonas Rickaert ‏                  | لم يكمل السباق         |
| مدير الرياضة: Christoph Roodhooft ‏, فريدريك ويليمز |                                  |                        |

| XDS Astana Team XAT                              | XDS Astana Team XAT | XDS Astana Team XAT |
| ------------------------------------------------ | ------------------- | ------------------- |
| م                                                | عداء                | مرتبة               |
| 71                                               | ألبرتو بيتول (طريق) | لم يكمل السباق      |
| 72                                               | سيس بول             | 13                  |
| 73                                               | Alessandro Romele ‏  | لم يكمل السباق      |
| 74                                               | دافيد باليريني      | 95                  |
| 75                                               | ماكس كانتر          | 96                  |
| 76                                               | مايك تيونسين        | 45                  |
| 77                                               | Davide Toneatti ‏    | لم يكمل السباق      |
| مدير الرياضة: ستيفانو زانيني, Claudio Cucinotta ‏ |                     |                     |

| أونو-إكس موبيليتي ‏ UXM                           | أونو-إكس موبيليتي ‏ UXM | أونو-إكس موبيليتي ‏ UXM |
| ------------------------------------------------ | ---------------------- | ---------------------- |
| م                                                | عداء                   | مرتبة                  |
| 81                                               | ألكسندر كريستوف        | لم يكمل السباق         |
| 82                                               | جوناس إبراهمسين ‏       | لم يكمل السباق         |
| 83                                               | ماركوس هويلجارد (طريق) | 26                     |
| 84                                               | William Blume Levy ‏    | لم يكمل السباق         |
| 85                                               | أندرس سكارسيث          | لم يكمل السباق         |
| 86                                               | راسموس تيلر            | 11                     |
| 87                                               | Søren Wærenskjold ‏     | لم يكمل السباق         |
| مدير الرياضة: Gino Van Oudenhove‏, Leonard Snoeks‏ |                        |                        |

| EF Education-EasyPost EFE                  | EF Education-EasyPost EFE | EF Education-EasyPost EFE |
| ------------------------------------------ | ------------------------- | ------------------------- |
| م                                          | عداء                      | مرتبة                     |
| 91                                         | نيلسون بوولس              | 1                         |
| 92                                         | Harry Sweeny ‏             | 40                        |
| 93                                         | ماريجن فان دن بيرغ        | 14                        |
| 94                                         | أوين دول                  | لم يكمل السباق            |
| 95                                         | ميكيل فروليش أونوريه      | 22                        |
| 96                                         | Madis Mihkels             | لم يكمل السباق            |
| 97                                         | Max Walker (cyclist) ‏     | لم يكمل السباق            |
| مدير الرياضة: Ken Vanmarcke ‏, أندرياس كلير |                           |                           |

| Red Bull-Bora-Hansgrohe RBH              | Red Bull-Bora-Hansgrohe RBH | Red Bull-Bora-Hansgrohe RBH |
| ---------------------------------------- | --------------------------- | --------------------------- |
| م                                        | عداء                        | مرتبة                       |
| 101                                      | Jordi Meeus ‏                | 43                          |
| 102                                      | ريان مولين                  | لم يكمل السباق              |
| 103                                      | Filip Maciejuk ‏             | 92                          |
| 104                                      | داني فان بوبيل              | لم يكمل السباق              |
| 105                                      | Laurence Pithie ‏            | لم يكمل السباق              |
| 106                                      | Mick van Dijke ‏             | 15                          |
| 107                                      | سام ويلسفورد                | 97                          |
| مدير الرياضة: هاينريش هوسلر, روجر هاموند |                             |                             |

| Ineos Grenadiers IGD                         | Ineos Grenadiers IGD     | Ineos Grenadiers IGD |
| -------------------------------------------- | ------------------------ | -------------------- |
| م                                            | عداء                     | مرتبة                |
| 111                                          | ماغنوس شيفيلد            | 25                   |
| 112                                          | توبياس فوس               | لم يكمل السباق       |
| 113                                          | Josh Tarling ‏            | لم يكمل السباق       |
| 114                                          | بوب جونهيلس              | 76                   |
| 115                                          | بن سويفت                 | 55                   |
| 116                                          | Samuel Watson (cyclist) ‏ | لم يكمل السباق       |
| 117                                          | كونور سويفت              | لم يكمل السباق       |
| مدير الرياضة: كورت اسلي ارفسين, إيان ستانارد |                          |                      |

| Arkéa-B&B Hotels ARK                       | Arkéa-B&B Hotels ARK      | Arkéa-B&B Hotels ARK |
| ------------------------------------------ | ------------------------- | -------------------- |
| م                                          | عداء                      | مرتبة                |
| 121                                        | Luca Mozzato ‏             | لم يكمل السباق       |
| 122                                        | ارنو ديمار                | 64                   |
| 123                                        | أموري كابيو               | لم يكمل السباق       |
| 124                                        | Giosuè Epis ‏              | لم يكمل السباق       |
| 125                                        | Léandre Lozouet ‏          | 69                   |
| 126                                        | مايلز سكوتسون             | لم يكمل السباق       |
| 127                                        | Pierre Thierry (cyclist) ‏ | لم يكمل السباق       |
| مدير الرياضة: ميكايل ديلاج, سيباستيان هينو |                           |                      |

| Cofidis COF                                     | Cofidis COF     | Cofidis COF    |
| ----------------------------------------------- | --------------- | -------------- |
| م                                               | عداء            | مرتبة          |
| 131                                             | بيت اليجارت     | لم يبدأ        |
| 132                                             | بريان كوكار     | 24             |
| 133                                             | ايمي دي جندت    | 67             |
| 134                                             | Sam Maisonobe ‏  | 68             |
| 135                                             | Alexis Renard ‏  | 44             |
| 136                                             | Ludovic Robeet ‏ | لم يكمل السباق |
| 137                                             | Nolann Mahoudo ‏ | لم يكمل السباق |
| مدير الرياضة: Thierry Marichal ‏, جيمي إنجولفينت |                 |                |

| Soudal Quick-Step SOQ                        | Soudal Quick-Step SOQ | Soudal Quick-Step SOQ |
| -------------------------------------------- | --------------------- | --------------------- |
| م                                            | عداء                  | مرتبة                 |
| 141                                          | تيم ميرلير (طريق)     | 53                    |
| 142                                          | يفيس لامارت           | 19                    |
| 143                                          | Paul Magnier ‏         | لم يكمل السباق        |
| 144                                          | Warre Vangheluwe ‏     | لم يكمل السباق        |
| 145                                          | Pascal Eenkhoorn ‏     | 36                    |
| 146                                          | كاسبر بيدرسين         | 58                    |
| 147                                          | Bert Van Lerberghe ‏   | 38                    |
| مدير الرياضة: ويلفريد بيترز, Kevin Hulsmans ‏ |                       |                       |

| Movistar Team MOV                             | Movistar Team MOV  | Movistar Team MOV |
| --------------------------------------------- | ------------------ | ----------------- |
| م                                             | عداء               | مرتبة             |
| 151                                           | إيفان غارسيا       | 46                |
| 152                                           | Orluis Aular ‏      | 32                |
| 153                                           | دافيد سيمولاي      | لم يكمل السباق    |
| 154                                           | Manlio Moro ‏       | 94                |
| 155                                           | Mathias Norsgaard ‏ | 78                |
| 156                                           | Lorenzo Milesi ‏    | 54                |
| 157                                           | غونزالو سيرانو     | 60                |
| مدير الرياضة: يورغن رويلاندز, ليوناردو بيبولي |                    |                   |

| فريق الدراجات Q36.5 ‏ Q36                  | فريق الدراجات Q36.5 ‏ Q36 | فريق الدراجات Q36.5 ‏ Q36 |
| ----------------------------------------- | ------------------------ | ------------------------ |
| م                                         | عداء                     | مرتبة                    |
| 161                                       | Fabio Christen ‏          | 57                       |
| 162                                       | جياكومو نيزولو           | 42                       |
| 163                                       | ديفيد غونزاليس           | لم يكمل السباق           |
| 164                                       | Emīls Liepiņš ‏ (طريق)    | 59                       |
| 165                                       | روري تاونسند ‏            | لم يكمل السباق           |
| 166                                       | Nicolò Parisini ‏         | 48                       |
| 167                                       | Jannik Steimle ‏          | 86                       |
| مدير الرياضة: Jens Zemke ‏, Kurt Bogaerts ‏ |                          |                          |

| Decathlon-AG2R La Mondiale DAT               | Decathlon-AG2R La Mondiale DAT  | Decathlon-AG2R La Mondiale DAT |
| -------------------------------------------- | ------------------------------- | ------------------------------ |
| م                                            | عداء                            | مرتبة                          |
| 171                                          | Pierre Gautherat ‏               | 12                             |
| 172                                          | يجف دي بوندت                    | 7                              |
| 173                                          | Sander De Pestel ‏               | 31                             |
| 174                                          | Oscar Chamberlain ‏              | 73                             |
| 175                                          | Gianluca Pollefliet ‏            | لم يكمل السباق                 |
| 176                                          | سام بينيت                       | لم يكمل السباق                 |
| 177                                          | Rasmus Søjberg Pedersen ‏ (طريق) | 89                             |
| مدير الرياضة: Julien Jurdie ‏, Didier Jannel ‏ |                                 |                                |

| Team Jayco AlUla JAY         | Team Jayco AlUla JAY     | Team Jayco AlUla JAY |
| ---------------------------- | ------------------------ | -------------------- |
| م                            | عداء                     | مرتبة                |
| 181                          | ماكس والشيد              | 41                   |
| 182                          | Bob Donaldson (cyclist) ‏ | لم يكمل السباق       |
| 183                          | باتريك غامبر             | لم يكمل السباق       |
| 184                          | Jelte Krijnsen ‏          | لم يكمل السباق       |
| 185                          | Kelland O'Brien ‏         | 35                   |
| 186                          | Elmar Reinders ‏          | 85                   |
| 187                          | جاشا سوتيرلين            | 80                   |
| مدير الرياضة: تريستان هوفمان |                          |                      |

| Israel-Premier Tech IPT               | Israel-Premier Tech IPT | Israel-Premier Tech IPT |
| ------------------------------------- | ----------------------- | ----------------------- |
| م                                     | عداء                    | مرتبة                   |
| 191                                   | Joseph Blackmore ‏       | 20                      |
| 192                                   | Riley Pickrell ‏         | لم يكمل السباق          |
| 193                                   | Matis Louvel ‏           | لم يكمل السباق          |
| 194                                   | Nadav Raisberg ‏         | لم يكمل السباق          |
| 195                                   | Riley Sheehan ‏          | 65                      |
| 196                                   | جيك ستيوارت             | لم يكمل السباق          |
| 197                                   | توم فان أسبروك          | 29                      |
| مدير الرياضة: ستيف باور, Pat McCarty ‏ |                         |                         |

| Bahrain Victorious TBV    | Bahrain Victorious TBV | Bahrain Victorious TBV |
| ------------------------- | ---------------------- | ---------------------- |
| م                         | عداء                   | مرتبة                  |
| 201                       | ماتج موهوريك           | 49                     |
| 202                       | فرد رايت               | 16                     |
| 203                       | Roman Ermakov ‏         | لم يكمل السباق         |
| 204                       | Alberto Bruttomesso ‏   | لم يكمل السباق         |
| 205                       | أندريا باسكولون        | 47                     |
| 206                       | Vlad Van Mechelen ‏     | 51                     |
| 207                       | روبرت ستانارد          | لم يكمل السباق         |
| مدير الرياضة: ميخال غولاش |                        |                        |

| Team Picnic-PostNL TPP                     | Team Picnic-PostNL TPP | Team Picnic-PostNL TPP |
| ------------------------------------------ | ---------------------- | ---------------------- |
| م                                          | عداء                   | مرتبة                  |
| 211                                        | جون ديجينكولب          | 30                     |
| 212                                        | الكسندر ادموندسون      | لم يكمل السباق         |
| 213                                        | تيمو روزن              | لم يكمل السباق         |
| 214                                        | شون فلين ‏              | لم يكمل السباق         |
| 215                                        | Enzo Leijnse ‏          | لم يكمل السباق         |
| 216                                        | Tim Naberman ‏          | لم يكمل السباق         |
| 217                                        | Julius van den Berg ‏   | 74                     |
| مدير الرياضة: Melvin Rullière ‏, بيم يجثارت |                        |                        |

| بنجوال باوليز ساوكس دبليو بي ‏ WB2                              | بنجوال باوليز ساوكس دبليو بي ‏ WB2 | بنجوال باوليز ساوكس دبليو بي ‏ WB2 |
| -------------------------------------------------------------- | --------------------------------- | --------------------------------- |
| م                                                              | عداء                              | مرتبة                             |
| 221                                                            | Quentin Bezza ‏                    | لم يكمل السباق                    |
| 222                                                            | Cériel Desal ‏                     | 70                                |
| 223                                                            | BEL                               | 72                                |
| 224                                                            | Jens Reynders ‏                    | 63                                |
| 225                                                            | Kenneth Van Rooy ‏                 | لم يكمل السباق                    |
| 226                                                            | ساشا ويميس                        | لم يكمل السباق                    |
| 227                                                            | لويك فليجن                        | 79                                |
| مدير الرياضة: Jean-Denis Vandenbroucke ‏, Christophe Detilloux ‏ |                                   |                                   |

| سبورت فلاندرين بالويس ‏ TFB                  | سبورت فلاندرين بالويس ‏ TFB | سبورت فلاندرين بالويس ‏ TFB |
| ------------------------------------------- | -------------------------- | -------------------------- |
| م                                           | عداء                       | مرتبة                      |
| 231                                         | Dylan Vandenstorme ‏        | 75                         |
| 232                                         | Victor Vercouillie ‏        | لم يكمل السباق             |
| 233                                         | Brem Deman ‏                | 91                         |
| 234                                         | Tuur Dens ‏                 | لم يكمل السباق             |
| 235                                         | Vince Gerits ‏              | لم يكمل السباق             |
| 236                                         | Vincent Van Hemelen ‏       | 93                         |
| 237                                         | Yentl Vandevelde ‏          | لم يكمل السباق             |
| مدير الرياضة: هانز دي كليرك, Andy Missotten‏ |                            |                            |

| سويس ريسينغ أكادمي ‏ TUD                       | سويس ريسينغ أكادمي ‏ TUD | سويس ريسينغ أكادمي ‏ TUD |
| --------------------------------------------- | ----------------------- | ----------------------- |
| م                                             | عداء                    | مرتبة                   |
| 241                                           | ريك بلومرز ‏             | 27                      |
| 242                                           | Fabian Lienhard ‏        | 61                      |
| 243                                           | Petr Kelemen ‏           | لم يكمل السباق          |
| 244                                           | Arthur Kluckers ‏        | لم يكمل السباق          |
| 245                                           | ألكسندر كرايغر          | 33                      |
| 246                                           | Marius Mayrhofer ‏       | 87                      |
| 247                                           | Aivaras Mikutis ‏        | لم يكمل السباق          |
| مدير الرياضة: Bart Leysen ‏, Morgan Lamoisson ‏ |                         |                         |

| Team Visma \| Lease a Bike TVL              | Team Visma \| Lease a Bike TVL | Team Visma \| Lease a Bike TVL |
| ------------------------------------------- | ------------------------------ | ------------------------------ |
| م                                           | عداء                           | مرتبة                          |
| 1                                           | Matteo Jorgenson ‏              | 4                              |
| 2                                           | فاوت فان آرت                   | 2                              |
| 3                                           | تيسج بنوت                      | 3                              |
| 4                                           | بير ستراند هاجينز              | 88                             |
| 5                                           | Edoardo Affini ‏                | لم يكمل السباق                 |
| 6                                           | ديلان فان بارلي                | 23                             |
| 7                                           | توش فان دير ساندي              | 84                             |
| مدير الرياضة: Richard Plugge ‏, مارتن ينانتس |                                |                                |

| Intermarché-Wanty IWA                            | Intermarché-Wanty IWA      | Intermarché-Wanty IWA |
| ------------------------------------------------ | -------------------------- | --------------------- |
| م                                                | عداء                       | مرتبة                 |
| 11                                               | بينيام جيرماي              | 17                    |
| 12                                               | آرنه ماريت ‏                | لم يكمل السباق        |
| 13                                               | Vito Braet ‏                | 34                    |
| 14                                               | Roel van Sintmaartensdijk ‏ | 37                    |
| 15                                               | هوغو بيج ‏                  | لم يكمل السباق        |
| 16                                               | Laurenz Rex ‏               | 28                    |
| 17                                               | Taco van der Hoorn ‏        | لم يكمل السباق        |
| مدير الرياضة: Frederik Veuchelen ‏, ديميتري كلايس |                            |                       |

| Lidl-Trek LTK                         | Lidl-Trek LTK | Lidl-Trek LTK  |
| ------------------------------------- | ------------- | -------------- |
| م                                     | عداء          | مرتبة          |
| 21                                    | مادس بيدرسن   | 5              |
| 22                                    | جوناثان ميلان | لم يكمل السباق |
| 23                                    | جاسبر ستوفين  | 18             |
| 24                                    | إدوارد ثيونس  | 62             |
| 25                                    | توم سكوجين    | لم يكمل السباق |
| 26                                    | اليكس كيرش    | لم يبدأ        |
| 27                                    | Tim Declercq ‏ | 81             |
| مدير الرياضة: مايكل شير, غريغوري راست |               |                |

| Lotto LOT                               | Lotto LOT                  | Lotto LOT      |
| --------------------------------------- | -------------------------- | -------------- |
| م                                       | عداء                       | مرتبة          |
| 31                                      | Alec Segaert ‏              | 10             |
| 32                                      | Jenno Berckmoes ‏           | لم يكمل السباق |
| 33                                      | سيباستيان غرينيار ‏         | 77             |
| 34                                      | Joshua Giddings (cyclist) ‏ | 83             |
| 35                                      | Steffen De Schuyteneer ‏    | 52             |
| 36                                      | Arjen Livyns ‏              | 8              |
| 37                                      | برنت فان موير              | 82             |
| مدير الرياضة: نيكولاس مايس, كورت فان دي |                            |                |

| Groupama-FDJ GFC                             | Groupama-FDJ GFC  | Groupama-FDJ GFC |
| -------------------------------------------- | ----------------- | ---------------- |
| م                                            | عداء              | مرتبة            |
| 41                                           | ستيفان كونغ       | 9                |
| 42                                           | Lewis Askey ‏      | لم يكمل السباق   |
| 43                                           | Eddy Le Huitouze ‏ | لم يكمل السباق   |
| 44                                           | جون جاكوبس        | لم يكمل السباق   |
| 45                                           | أوليفييه لو جاك   | لم يكمل السباق   |
| 46                                           | فالنتين مادواس    | 90               |
| 47                                           | كليمنت روسو       | 50               |
| مدير الرياضة: مارك ماديوت, Frédéric Guesdon ‏ |                   |                  |

| UAE Team Emirates XRG UAD   | UAE Team Emirates XRG UAD | UAE Team Emirates XRG UAD |
| --------------------------- | ------------------------- | ------------------------- |
| م                           | عداء                      | مرتبة                     |
| 51                          | تيم فيلانز                | لم يكمل السباق            |
| 52                          | فيليبو بارونسيني          | 71                        |
| 53                          | خوان سباستيان مولانو      | لم يكمل السباق            |
| 54                          | جوناتان نارفيز (طريق)     | 66                        |
| 55                          | Nils Politt ‏              | لم يكمل السباق            |
| 56                          | روي أوليفيرا              | لم يبدأ                   |
| 57                          | ميكيل بيرج                | 21                        |
| مدير الرياضة: ماركو ماركاتو |                           |                           |

| Alpecin-Deceuninck ADC                             | Alpecin-Deceuninck ADC           | Alpecin-Deceuninck ADC |
| -------------------------------------------------- | -------------------------------- | ---------------------- |
| م                                                  | عداء                             | مرتبة                  |
| 61                                                 | جاسبر فيليبسين                   | لم يكمل السباق         |
| 62                                                 | Tibor Del Grosso ‏                | 6                      |
| 63                                                 | Fabio Van den Bossche ‏           | 39                     |
| 64                                                 | توبياس باير                      | لم يكمل السباق         |
| 65                                                 | إدوارد بلانكايرتإدوارد بلانكايرت | 56                     |
| 66                                                 | شاندرو ميوريس                    | لم يكمل السباق         |
| 67                                                 | Jonas Rickaert ‏                  | لم يكمل السباق         |
| مدير الرياضة: Christoph Roodhooft ‏, فريدريك ويليمز |                                  |                        |

| XDS Astana Team XAT                              | XDS Astana Team XAT | XDS Astana Team XAT |
| ------------------------------------------------ | ------------------- | ------------------- |
| م                                                | عداء                | مرتبة               |
| 71                                               | ألبرتو بيتول (طريق) | لم يكمل السباق      |
| 72                                               | سيس بول             | 13                  |
| 73                                               | Alessandro Romele ‏  | لم يكمل السباق      |
| 74                                               | دافيد باليريني      | 95                  |
| 75                                               | ماكس كانتر          | 96                  |
| 76                                               | مايك تيونسين        | 45                  |
| 77                                               | Davide Toneatti ‏    | لم يكمل السباق      |
| مدير الرياضة: ستيفانو زانيني, Claudio Cucinotta ‏ |                     |                     |

| أونو-إكس موبيليتي ‏ UXM                           | أونو-إكس موبيليتي ‏ UXM | أونو-إكس موبيليتي ‏ UXM |
| ------------------------------------------------ | ---------------------- | ---------------------- |
| م                                                | عداء                   | مرتبة                  |
| 81                                               | ألكسندر كريستوف        | لم يكمل السباق         |
| 82                                               | جوناس إبراهمسين ‏       | لم يكمل السباق         |
| 83                                               | ماركوس هويلجارد (طريق) | 26                     |
| 84                                               | William Blume Levy ‏    | لم يكمل السباق         |
| 85                                               | أندرس سكارسيث          | لم يكمل السباق         |
| 86                                               | راسموس تيلر            | 11                     |
| 87                                               | Søren Wærenskjold ‏     | لم يكمل السباق         |
| مدير الرياضة: Gino Van Oudenhove‏, Leonard Snoeks‏ |                        |                        |

| EF Education-EasyPost EFE                  | EF Education-EasyPost EFE | EF Education-EasyPost EFE |
| ------------------------------------------ | ------------------------- | ------------------------- |
| م                                          | عداء                      | مرتبة                     |
| 91                                         | نيلسون بوولس              | 1                         |
| 92                                         | Harry Sweeny ‏             | 40                        |
| 93                                         | ماريجن فان دن بيرغ        | 14                        |
| 94                                         | أوين دول                  | لم يكمل السباق            |
| 95                                         | ميكيل فروليش أونوريه      | 22                        |
| 96                                         | Madis Mihkels             | لم يكمل السباق            |
| 97                                         | Max Walker (cyclist) ‏     | لم يكمل السباق            |
| مدير الرياضة: Ken Vanmarcke ‏, أندرياس كلير |                           |                           |

| Red Bull-Bora-Hansgrohe RBH              | Red Bull-Bora-Hansgrohe RBH | Red Bull-Bora-Hansgrohe RBH |
| ---------------------------------------- | --------------------------- | --------------------------- |
| م                                        | عداء                        | مرتبة                       |
| 101                                      | Jordi Meeus ‏                | 43                          |
| 102                                      | ريان مولين                  | لم يكمل السباق              |
| 103                                      | Filip Maciejuk ‏             | 92                          |
| 104                                      | داني فان بوبيل              | لم يكمل السباق              |
| 105                                      | Laurence Pithie ‏            | لم يكمل السباق              |
| 106                                      | Mick van Dijke ‏             | 15                          |
| 107                                      | سام ويلسفورد                | 97                          |
| مدير الرياضة: هاينريش هوسلر, روجر هاموند |                             |                             |

| Ineos Grenadiers IGD                         | Ineos Grenadiers IGD     | Ineos Grenadiers IGD |
| -------------------------------------------- | ------------------------ | -------------------- |
| م                                            | عداء                     | مرتبة                |
| 111                                          | ماغنوس شيفيلد            | 25                   |
| 112                                          | توبياس فوس               | لم يكمل السباق       |
| 113                                          | Josh Tarling ‏            | لم يكمل السباق       |
| 114                                          | بوب جونهيلس              | 76                   |
| 115                                          | بن سويفت                 | 55                   |
| 116                                          | Samuel Watson (cyclist) ‏ | لم يكمل السباق       |
| 117                                          | كونور سويفت              | لم يكمل السباق       |
| مدير الرياضة: كورت اسلي ارفسين, إيان ستانارد |                          |                      |

| Arkéa-B&B Hotels ARK                       | Arkéa-B&B Hotels ARK      | Arkéa-B&B Hotels ARK |
| ------------------------------------------ | ------------------------- | -------------------- |
| م                                          | عداء                      | مرتبة                |
| 121                                        | Luca Mozzato ‏             | لم يكمل السباق       |
| 122                                        | ارنو ديمار                | 64                   |
| 123                                        | أموري كابيو               | لم يكمل السباق       |
| 124                                        | Giosuè Epis ‏              | لم يكمل السباق       |
| 125                                        | Léandre Lozouet ‏          | 69                   |
| 126                                        | مايلز سكوتسون             | لم يكمل السباق       |
| 127                                        | Pierre Thierry (cyclist) ‏ | لم يكمل السباق       |
| مدير الرياضة: ميكايل ديلاج, سيباستيان هينو |                           |                      |

| Cofidis COF                                     | Cofidis COF     | Cofidis COF    |
| ----------------------------------------------- | --------------- | -------------- |
| م                                               | عداء            | مرتبة          |
| 131                                             | بيت اليجارت     | لم يبدأ        |
| 132                                             | بريان كوكار     | 24             |
| 133                                             | ايمي دي جندت    | 67             |
| 134                                             | Sam Maisonobe ‏  | 68             |
| 135                                             | Alexis Renard ‏  | 44             |
| 136                                             | Ludovic Robeet ‏ | لم يكمل السباق |
| 137                                             | Nolann Mahoudo ‏ | لم يكمل السباق |
| مدير الرياضة: Thierry Marichal ‏, جيمي إنجولفينت |                 |                |

| Soudal Quick-Step SOQ                        | Soudal Quick-Step SOQ | Soudal Quick-Step SOQ |
| -------------------------------------------- | --------------------- | --------------------- |
| م                                            | عداء                  | مرتبة                 |
| 141                                          | تيم ميرلير (طريق)     | 53                    |
| 142                                          | يفيس لامارت           | 19                    |
| 143                                          | Paul Magnier ‏         | لم يكمل السباق        |
| 144                                          | Warre Vangheluwe ‏     | لم يكمل السباق        |
| 145                                          | Pascal Eenkhoorn ‏     | 36                    |
| 146                                          | كاسبر بيدرسين         | 58                    |
| 147                                          | Bert Van Lerberghe ‏   | 38                    |
| مدير الرياضة: ويلفريد بيترز, Kevin Hulsmans ‏ |                       |                       |

| Movistar Team MOV                             | Movistar Team MOV  | Movistar Team MOV |
| --------------------------------------------- | ------------------ | ----------------- |
| م                                             | عداء               | مرتبة             |
| 151                                           | إيفان غارسيا       | 46                |
| 152                                           | Orluis Aular ‏      | 32                |
| 153                                           | دافيد سيمولاي      | لم يكمل السباق    |
| 154                                           | Manlio Moro ‏       | 94                |
| 155                                           | Mathias Norsgaard ‏ | 78                |
| 156                                           | Lorenzo Milesi ‏    | 54                |
| 157                                           | غونزالو سيرانو     | 60                |
| مدير الرياضة: يورغن رويلاندز, ليوناردو بيبولي |                    |                   |

| فريق الدراجات Q36.5 ‏ Q36                  | فريق الدراجات Q36.5 ‏ Q36 | فريق الدراجات Q36.5 ‏ Q36 |
| ----------------------------------------- | ------------------------ | ------------------------ |
| م                                         | عداء                     | مرتبة                    |
| 161                                       | Fabio Christen ‏          | 57                       |
| 162                                       | جياكومو نيزولو           | 42                       |
| 163                                       | ديفيد غونزاليس           | لم يكمل السباق           |
| 164                                       | Emīls Liepiņš ‏ (طريق)    | 59                       |
| 165                                       | روري تاونسند ‏            | لم يكمل السباق           |
| 166                                       | Nicolò Parisini ‏         | 48                       |
| 167                                       | Jannik Steimle ‏          | 86                       |
| مدير الرياضة: Jens Zemke ‏, Kurt Bogaerts ‏ |                          |                          |

| Decathlon-AG2R La Mondiale DAT               | Decathlon-AG2R La Mondiale DAT  | Decathlon-AG2R La Mondiale DAT |
| -------------------------------------------- | ------------------------------- | ------------------------------ |
| م                                            | عداء                            | مرتبة                          |
| 171                                          | Pierre Gautherat ‏               | 12                             |
| 172                                          | يجف دي بوندت                    | 7                              |
| 173                                          | Sander De Pestel ‏               | 31                             |
| 174                                          | Oscar Chamberlain ‏              | 73                             |
| 175                                          | Gianluca Pollefliet ‏            | لم يكمل السباق                 |
| 176                                          | سام بينيت                       | لم يكمل السباق                 |
| 177                                          | Rasmus Søjberg Pedersen ‏ (طريق) | 89                             |
| مدير الرياضة: Julien Jurdie ‏, Didier Jannel ‏ |                                 |                                |

| Team Jayco AlUla JAY         | Team Jayco AlUla JAY     | Team Jayco AlUla JAY |
| ---------------------------- | ------------------------ | -------------------- |
| م                            | عداء                     | مرتبة                |
| 181                          | ماكس والشيد              | 41                   |
| 182                          | Bob Donaldson (cyclist) ‏ | لم يكمل السباق       |
| 183                          | باتريك غامبر             | لم يكمل السباق       |
| 184                          | Jelte Krijnsen ‏          | لم يكمل السباق       |
| 185                          | Kelland O'Brien ‏         | 35                   |
| 186                          | Elmar Reinders ‏          | 85                   |
| 187                          | جاشا سوتيرلين            | 80                   |
| مدير الرياضة: تريستان هوفمان |                          |                      |

| Israel-Premier Tech IPT               | Israel-Premier Tech IPT | Israel-Premier Tech IPT |
| ------------------------------------- | ----------------------- | ----------------------- |
| م                                     | عداء                    | مرتبة                   |
| 191                                   | Joseph Blackmore ‏       | 20                      |
| 192                                   | Riley Pickrell ‏         | لم يكمل السباق          |
| 193                                   | Matis Louvel ‏           | لم يكمل السباق          |
| 194                                   | Nadav Raisberg ‏         | لم يكمل السباق          |
| 195                                   | Riley Sheehan ‏          | 65                      |
| 196                                   | جيك ستيوارت             | لم يكمل السباق          |
| 197                                   | توم فان أسبروك          | 29                      |
| مدير الرياضة: ستيف باور, Pat McCarty ‏ |                         |                         |

| Bahrain Victorious TBV    | Bahrain Victorious TBV | Bahrain Victorious TBV |
| ------------------------- | ---------------------- | ---------------------- |
| م                         | عداء                   | مرتبة                  |
| 201                       | ماتج موهوريك           | 49                     |
| 202                       | فرد رايت               | 16                     |
| 203                       | Roman Ermakov ‏         | لم يكمل السباق         |
| 204                       | Alberto Bruttomesso ‏   | لم يكمل السباق         |
| 205                       | أندريا باسكولون        | 47                     |
| 206                       | Vlad Van Mechelen ‏     | 51                     |
| 207                       | روبرت ستانارد          | لم يكمل السباق         |
| مدير الرياضة: ميخال غولاش |                        |                        |

| Team Picnic-PostNL TPP                     | Team Picnic-PostNL TPP | Team Picnic-PostNL TPP |
| ------------------------------------------ | ---------------------- | ---------------------- |
| م                                          | عداء                   | مرتبة                  |
| 211                                        | جون ديجينكولب          | 30                     |
| 212                                        | الكسندر ادموندسون      | لم يكمل السباق         |
| 213                                        | تيمو روزن              | لم يكمل السباق         |
| 214                                        | شون فلين ‏              | لم يكمل السباق         |
| 215                                        | Enzo Leijnse ‏          | لم يكمل السباق         |
| 216                                        | Tim Naberman ‏          | لم يكمل السباق         |
| 217                                        | Julius van den Berg ‏   | 74                     |
| مدير الرياضة: Melvin Rullière ‏, بيم يجثارت |                        |                        |

| بنجوال باوليز ساوكس دبليو بي ‏ WB2                              | بنجوال باوليز ساوكس دبليو بي ‏ WB2 | بنجوال باوليز ساوكس دبليو بي ‏ WB2 |
| -------------------------------------------------------------- | --------------------------------- | --------------------------------- |
| م                                                              | عداء                              | مرتبة                             |
| 221                                                            | Quentin Bezza ‏                    | لم يكمل السباق                    |
| 222                                                            | Cériel Desal ‏                     | 70                                |
| 223                                                            | BEL                               | 72                                |
| 224                                                            | Jens Reynders ‏                    | 63                                |
| 225                                                            | Kenneth Van Rooy ‏                 | لم يكمل السباق                    |
| 226                                                            | ساشا ويميس                        | لم يكمل السباق                    |
| 227                                                            | لويك فليجن                        | 79                                |
| مدير الرياضة: Jean-Denis Vandenbroucke ‏, Christophe Detilloux ‏ |                                   |                                   |

| سبورت فلاندرين بالويس ‏ TFB                  | سبورت فلاندرين بالويس ‏ TFB | سبورت فلاندرين بالويس ‏ TFB |
| ------------------------------------------- | -------------------------- | -------------------------- |
| م                                           | عداء                       | مرتبة                      |
| 231                                         | Dylan Vandenstorme ‏        | 75                         |
| 232                                         | Victor Vercouillie ‏        | لم يكمل السباق             |
| 233                                         | Brem Deman ‏                | 91                         |
| 234                                         | Tuur Dens ‏                 | لم يكمل السباق             |
| 235                                         | Vince Gerits ‏              | لم يكمل السباق             |
| 236                                         | Vincent Van Hemelen ‏       | 93                         |
| 237                                         | Yentl Vandevelde ‏          | لم يكمل السباق             |
| مدير الرياضة: هانز دي كليرك, Andy Missotten‏ |                            |                            |

| سويس ريسينغ أكادمي ‏ TUD                       | سويس ريسينغ أكادمي ‏ TUD | سويس ريسينغ أكادمي ‏ TUD |
| --------------------------------------------- | ----------------------- | ----------------------- |
| م                                             | عداء                    | مرتبة                   |
| 241                                           | ريك بلومرز ‏             | 27                      |
| 242                                           | Fabian Lienhard ‏        | 61                      |
| 243                                           | Petr Kelemen ‏           | لم يكمل السباق          |
| 244                                           | Arthur Kluckers ‏        | لم يكمل السباق          |
| 245                                           | ألكسندر كرايغر          | 33                      |
| 246                                           | Marius Mayrhofer ‏       | 87                      |
| 247                                           | Aivaras Mikutis ‏        | لم يكمل السباق          |
| مدير الرياضة: Bart Leysen ‏, Morgan Lamoisson ‏ |                         |                         |

## التصنيف العام النهائي
| التصنيف العام         | التصنيف العام     | التصنيف العام              | التصنيف العام | التصنيف العام |
| العداء                | العداء            | الفريق                     | الوقت         |               |
| --------------------- | ----------------- | -------------------------- | ------------- | ------------- |
| 1                     | نيلسون بوولس      | إي أف إديوكيشن نيبو        | 3 س 57 د 14 ث |               |
| 2                     | فاوت فان آرت      | Team Visma \| Lease a Bike | + 0 ث         |               |
| 3                     | تيسج بنوت         | Team Visma \| Lease a Bike | + 0 ث         |               |
| 4                     | Matteo Jorgenson ‏ | Team Visma \| Lease a Bike | + 5 ث         |               |
| 5                     | مادس بيدرسن       | تريك سيغافريدو             | + 45 ث        |               |
| 6                     | Tibor Del Grosso ‏ | البيسين فينيكس             | + 45 ث        |               |
| 7                     | يجف دي بوندت      | أيه إل أم                  | + 47 ث        |               |
| 8                     | Arjen Livyns ‏     | لوتو سودال                 | + 47 ث        |               |
| 9                     | ستيفان كونغ       | إف دي جي                   | + 47 ث        |               |
| 10                    | Alec Segaert ‏     | لوتو سودال                 | + 47 ث        |               |
|                       |                   |                            |               |               |
| مصدر: ProCyclingStats |                   |                            |               |               |

## وصلات خارجية
- الموقع الرسمي
- لمحة عن سباق دفارز دور فلاندرز 2025 على موقع  ProCyclingStats   (برو  سايكلنج  ستاتس) - إحصاءات  محترفي  الدراجات.
- دفارز دور فلاندرز 2025 على موقع إحصائيات الدراجات الإحترافية (الإنجليزية)